# Lol-Bé
Lol-Bé är en ort i Mexiko.   Den ligger i kommunen Chemax och delstaten Yucatán, i den östra delen av landet, 1 200 km öster om huvudstaden Mexico City. Lol-Bé ligger 24 meter över havet och antalet invånare är 201.
Terrängen runt Lol-Bé är mycket platt.  Trakten runt Lol-Bé är nära nog obefolkad, med mindre än två invånare per kvadratkilometer. Närmaste större samhälle är Chemax, 17,3 km norr om Lol-Bé. I omgivningarna runt Lol-Bé växer i huvudsak städsegrön lövskog.